# Nangeville
Nangeville foi uma comuna francesa na região administrativa do Centro, no departamento Loiret. Estendia-se por uma área de 8,8 km². Em 2010 a comuna tinha 116 habitantes (densidade: 13,2 hab./km²).
Em 1 de janeiro de 2016, passou a fazer parte da nova comuna de Le Malesherbois.